# Khuzdar
Khuzdar o Khozdar (urdú: خضدار) és una ciutat de la província pakistanesa de Balutxistan. Els hindús l'anomenen Kohiar; està situada en una llarga i estreta vall a l'extrem superior del qual hi ha un fort edificat el 1870. La seva població segons el cens del 1998 era de 93.060 habitants.

## Història
La ciutat de Khuzdar (anomenada a l'edat mitjana Kuzdar o Kusdar)fou atacada per primer cop pels àrabs musulmans a l'inici del califat de Muàwiya I, en una expedició manada per Sinan ibn Salma al-Hudhali, nomenat governador de les marques índies. Després va seguir una nova expedició d'al-Mundhir ibn al-Djarud al Abdi. Els geògrafs àrabs la situen, junt amb Kizkanan i Kikan com una de les viles de la regió de Turan o Tuwaran que estaria situada suposadament al centre-est del Balutxistan. A la meitat del segle X hi havia un senyor local a Kizkanan però Kuzdar era la vila principal de la regió amb una ciutadella i un barri comercial pròsper al que anaven comerciants de Khurasan, Kirman i l'Índia. Vers el 975 era seu d'una dinastia local que el 997 es va sotmetre a Sebuktegin de Gazni; el 1011 el seu fill Mahmud de Gazni va haver d'atacar Kuzdar per reimposar la sobirania gaznèvida. El 1030/1031 Masud ibn Mahmud va enviar al seu oncle Yusuf ibn Sebuktegin en una expedició de càstig contra Kuzdar i contra Makran. Després les notícies desapareixen fins al segle xix.
H. Pottinger la va visitar el 1810 quan tenia mig miler de cases (1500 habitants) i era residència d'estiu de Mir Murad Ali, de la tribu dels brahui Kambarani, cunyat de Mahmud Khan de Kalat. Fou la capital del Jhalawan sota el domini del kan de Kalat. Al nord de la ciutat C. Masson va trobar una antiga muralla suposadament de la Kuzdar medieval (1841). El 1870 s'hi va construir una fortalesa i Mir Khudabad ibn Mihrab de Kalat hi va establir una guarnició en la seva lluita contra el jam de Las Bela. Un agent britànics s'hi va establir el 1903 i fou seu de l'ajudant natiu i d'un nail del kan de Kalat amb guarnició de 20 homes. El niabat de Khuzdar incloïa terres a Baghwana, Zidi, la vall del Kolachi, Karkh i Chakku.
El 1955 la Unió d'Estats del Balutxistan, unió d'estat inetgrats a Pakistan el 1947, va esdevenir la divisió de Kalat i Khuzdar en fou part. L'1 de març de 1974 fou proclamada capital de districte quan es va crear el districte de Khuzdar (anteriorment era part del districte de Kalat). A la rodalia hi ha el segon campament militar més important del Balutxistan, després de Quetta.